# Herre, mäktig att befalla
Herre, mäktig att befalla är en psalm med fyra verser av en okänd svensk 1700-talsförfattare, bearbetad av Christopher Dahl. Denna psalmtext förekommer i sin helhet endast i 1819 års psalmbok, där den står som enda psalm under rubriken I allmänna farsoter.
Psalmen inleds med orden:
Herre, mäktig att befalla
Över liv och över död,
Låt oss ej fördärvas alla,
Hör vår jämmer, se vår nöd.
Melodin är av svenskt ursprung och återfinns i 1695 års psalmbok som nr 280, Vad kan dock min själ förnöja. Melodin är bearbetad av Haeffner för 1819 års psalmbok, där den förekommer vid elva tillfällen, såsom nr 71 Dig jag ödmjukt vill betrakta, nr 78 Frälsta värld, i nådens under, nr 79 O min Frälsare, din smärta, nr 123 Sion klagar med stor smärta, nr 163 Store Gud, vad skall jag göra, nr 179 O du bittra sorgekälla, nr 257 Vad kan dock min själ förnöja, nr 286 Gud, som gläder mina dagar, nr 358 Ålderdomen redan sprider och nr 467 Herre Gud, för dig jag klagar, enligt Kungliga Musikaliska Akademiens minimitabell från 1844.
|  |
|  |

## Publicerad som
- Nr 361 i 1819 års psalmbok
- Nr 526 i Sionstoner (1889) med titelraden Värdes i din vård oss taga (vv 3–4 ur psalmboken)